# Rougail morue

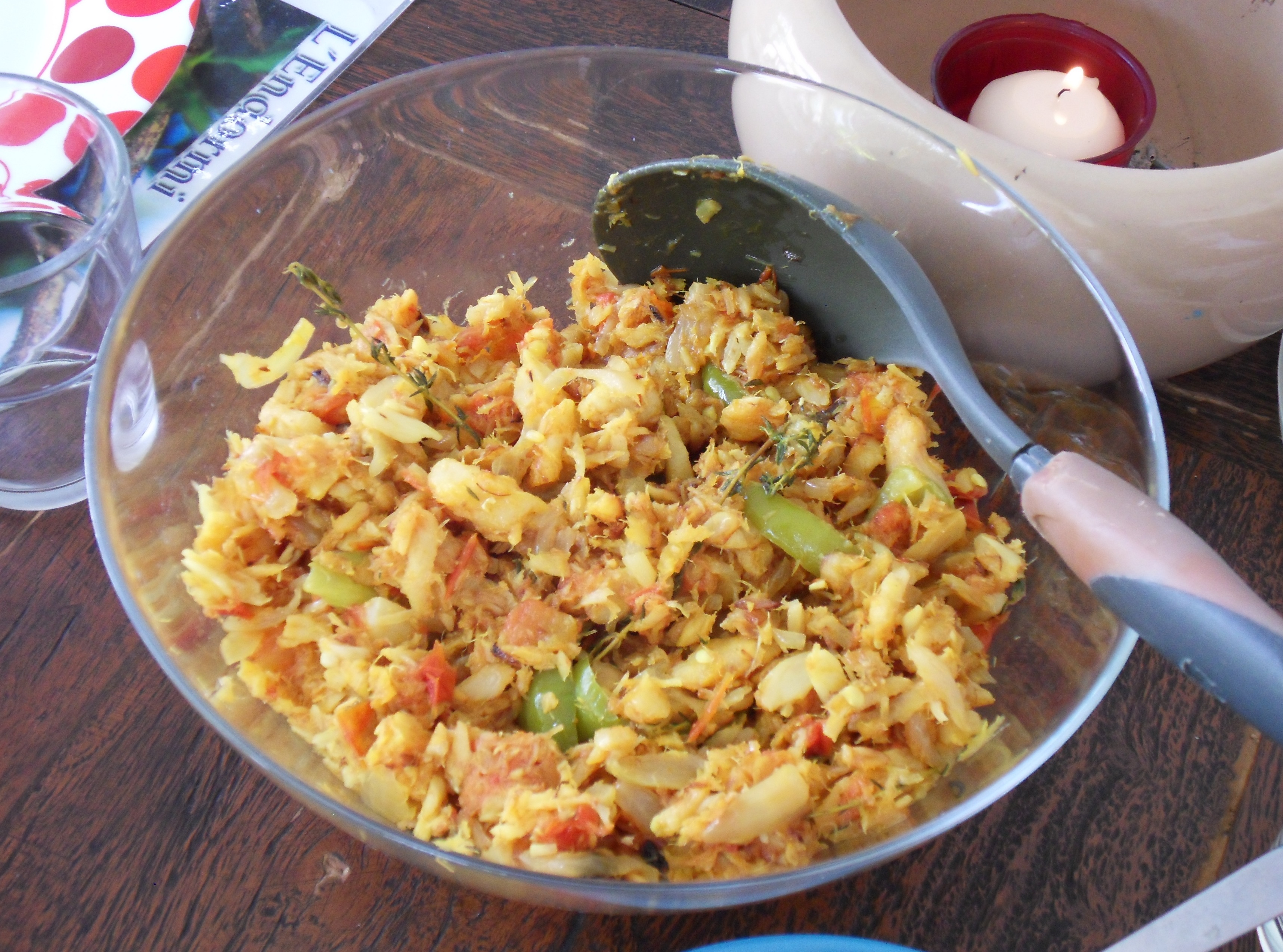
Saladier de rougail morue.

Le rougail morue est une variante du rougail à base de morue séchée et dessalée. Le rougail est un plat épicé à base de tomates coupées en petits dés, d'oignons émincés et de piments (de préférence des piments oiseau), éventuellement de gingembre pilé (parfois on utilise aussi du curcuma et un peu de thym). Il existe aussi une variante dans laquelle on utilise de l'ail. Le tout est accompagné de riz.
Ces plats sont très appréciés des créoles et des Français métropolitains[réf. nécessaire].